# Fekete özvegypinty
A fekete özvegypinty (Euplectes gierowii) a madarak (Aves) osztályának a verébalakúak (Passeriformes) rendjéhez, ezen belül a szövőmadárfélék (Ploceidae) családjához tartozó faj.

## Rendszerezése
A fajt Jean Cabanis német ornitológus írta le 1880-ban.

## Alfajai
- Euplectes gierowii ansorgei (E. Hartert, 1899) - Kamerun, a Közép-afrikai Köztársaság, a Kongói Köztársaság, a Kongói Demokratikus Köztársaság, Dél-Szudán, Etiópia, Uganda és Kenya területén honos.
- Euplectes gierowii gierowii (Cabanis, 1880) - Angola és  a Kongói Demokratikus Köztársaság
- Euplectes gierowii friederichseni (Fischer and A. Reichenow, 1884) - Kenya és Tanzánia területén honos, főleg a Serengeti Nemzeti Parkban élnek nagy populációi

## Előfordulása
Angola, Dél-Szudán, Etiópia, Kamerun, Kenya, a Közép-afrikai Köztársaság, a Kongói Köztársaság, a Kongói Demokratikus Köztársaság, Szudán, Tanzánia  és Uganda területén honos.
Természetes élőhelyei a szubtrópusi és trópusi gyepek, cserjések és mocsarak, valamint ültetvények. Állandó, nem vonuló faj.

## Megjelenése
Testhossza 15 centiméter, testtömege 22-36 gramm.

## Természetvédelmi helyzete
Az elterjedési területe nagyon nagy, egyedszáma pedig stabil. A Természetvédelmi Világszövetség Vörös listáján nem fenyegetett fajként szerepel.